# Lokomotiv Tashkent

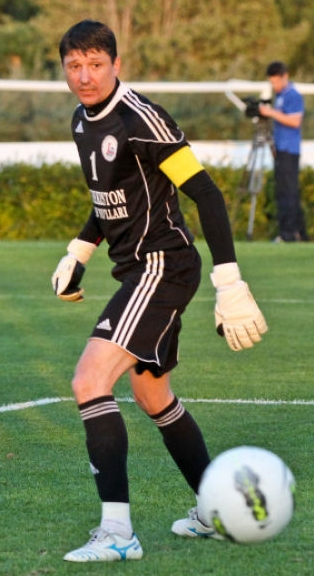
El portero de Pavel Bugalo jugó en el Lokomotiv entre el 2011 y 2013.

El PFC Lokomotiv Tashkent (en uzbeko: Lokomotiv Toshkent Professional futbol klubi o Локомотив Тошкент футбол клуби, en ruso: Футбольный клуб Локомотив Ташкент) es un club de fútbol de Uzbekistán con sede en la ciudad de Taskent. En la actualidad el club juega en la Liga de fútbol de Uzbekistán, la máxima categoría en dicho país.

## Historia
El Lokomotiv fue fundado en 2002 y en la temporada 2002-03 el club jugó en la Segunda División uzbeka y entre 2004-2010 en la Liga de Uzbekistán.
En 2010 el Lokomotiv finalizó en 13.er lugar y descendió a la segunda división uzbeka. En 2011 logró el ascenso a la liga uzbeka de nuevo. El 12 de diciembre de 2011, Khoren Oganesian fue designado como nuevo entrenador.

## Estadio
El club disputó sus partidos como local en el estadio TTYMI, un estadio del Instituto de Ingenieros de Transporte Ferroviario de Tashkent. En 2010, el Lokomotiv comenzó la construcción del Estadio Lokomotiv, con capacidad para 8 000 espectadores, en el lugar del estadio Traktor Tashkent. El Complejo Deportivo incluye instalaciones deportivas, un hotel y 270 plazas de aparcamiento. En 2012, el Lokomotiv comenzó a jugar en el nuevo estadio.

## Jugadores

### Jugadores destacados
| - Bakhtiyor Ashurmatov - Ravshan Bozorov - Pavel Bugalo - Jasur Hasanov - Azizbek Haydarov - Sakhob Juraev - Viktor Karpenko - Viktor Klishin - Ildar Magdeev - Yannis Mandzukas - Ivan Nagaev - Olim Navkarov | - Aleksandr Shadrin - Zaynitdin Tadjiyev - Farhod Tojiyev - Islom Tukhtakhodjaev - Sanzhar Tursunov - Oybek Usmankhojaev - Romik Khachatryan - Aleksandr Filimonov - Akmal Kholmatov - Maksim Kazankov - Arsen Manasyan |

## Palmarés
- Super Liga de Uzbekistán (3)
  - Campeón (3) 2016, 2017, 2018
  - Subcampeón (2): 2013, 2014

- Primera Liga de Uzbekistán (2)
  - Campeón (2): 2011, 2023
  - Subcampeón (1): 2003

- Copa de Uzbekistán (2)

2014, 2016
- Supercopa de Uzbekistán (1)

2015

## Participación en competiciones de la AFC
| Temporada | Torneo                      | Ronda            | Club             | Casa | Visita | Global     |
| --------- | --------------------------- | ---------------- | ---------------- | ---- | ------ | ---------- |
| 2013      | Liga de Campeones           | 1                | Al-Nasr          | x    | 2-3    | 2-3        |
| 2014      | Liga de Campeones de la AFC | 2                | Al Kuwait Kaifan | x    | 1-3    | 1-3        |
| 2015      | Liga de Campeones de la AFC | Fase de grupos   | Al-Hilal FC      | 1-2  | 1-3    | 4.º lugar  |
| 2015      | Liga de Campeones de la AFC | Fase de grupos   | Foolad FC        | 1-1  | 0-1    | 4.º lugar  |
| 2015      | Liga de Campeones de la AFC | Fase de grupos   | Al-Sadd SC       | 5-0  | 2-6    | 4.º lugar  |
| 2016      | Liga de Campeones de la AFC | Fase de grupos   | Al-Ittihad       | 1-1  | 1-1    | 2.º lugar  |
| 2016      | Liga de Campeones de la AFC | Fase de grupos   | Sepahan SC       | 1-0  | 2-0    | 2.º lugar  |
| 2016      | Liga de Campeones de la AFC | Fase de grupos   | Al-Nasr SC       | 0-0  | 1-1    | 2.º lugar  |
| 2016      | Liga de Campeones de la AFC | 1/8              | Al-Hilal FC      | 2-1  | 0-0    | 2-1        |
| 2016      | Liga de Campeones de la AFC | Cuartos de final | Al-Ain FC        | 0-1  | 0-0    | 0-1        |
| 2017      | Liga de Campeones de la AFC | Fase de grupos   | Al-Taawoun FC    | 4-4  | 0-1    | 3.er lugar |
| 2017      | Liga de Campeones de la AFC | Fase de grupos   | Al-Ahli          | 2-0  | 0-4    | 3.er lugar |
| 2017      | Liga de Campeones de la AFC | Fase de grupos   | Esteghlal FC     | 1-1  | 0-2    | 3.er lugar |
| 2018      | Liga de Campeones de la AFC | Fase de grupos   | Al-Wahda FC      | 5-0  | 4-0    | 3.er lugar |
| 2018      | Liga de Campeones de la AFC | Fase de grupos   | Zob Ahan FC      | 1-1  | 0-2    | 3.er lugar |
| 2018      | Liga de Campeones de la AFC | Fase de grupos   | Al-Duhail        | 1-2  | 2-3    | 3.er lugar |
| 2019      | Liga de Campeones de la CAF | Fase de grupos   | Al-Wahda FC      | 2-0  | 1-3    | 3.er lugar |
| 2019      | Liga de Campeones de la CAF | Fase de grupos   | Al-Rayyan        | 3-2  | 1-2    | 3.er lugar |
| 2019      | Liga de Campeones de la CAF | Fase de grupos   | Al-Ittihad       | 1-1  | 2-3    | 3.er lugar |
| 2020      | Liga de Campeones de la AFC | 2.ª preliminar   | FC Istiklol      | 0-1  | x      | 0-1        |

## Entrenadores
| Nombre               | Periodo                              |
| -------------------- | ------------------------------------ |
| Anvar Jabbarov       | 2002                                 |
| Tura Shaymardanov    | 2003                                 |
| Andrey Miklyaev      | 2004                                 |
| Rustam Mirsodiqov    | 2005                                 |
| Tura Shaymardanov    | 2005                                 |
| Ravshan Muqimov      | 2006                                 |
| Vyacheslav Solokho   | 2007                                 |
| Ravshan Bozorov      | 2007                                 |
| Ravshan Muqimov      | 2007                                 |
| Sergey Kovshov       | 2008                                 |
| Ravshan Muqimov      | 2008                                 |
| Vadim Abramov        | 2009–10                              |
| Tachmurad Agamuradov | 2010                                 |
| Ravshan Muqimov      | 2011                                 |
| Khoren Hovhannisyan  | Enero de 2012–junio de 2012          |
| Ravshan Muqimov      | Junio de 2012–febrero de 2013        |
| Khakim Fuzaylov      | Marzo de 2013–febrero de 2014        |
| Vadim Abramov        | Febrero de 2014–octubre de 2015      |
| Mirko Jeličić        | octubre de 2015-abril de 2018        |
| Andrey Fyodorov      | abril de 2018-mayo de 2019           |
| Samvel Babayan       | mayo de 2019-diciembre de 2019       |
| Andrey Fyodorov      | diciembre de 2019-septiembre de 2020 |
| Timur Kapadze        | diciembre de 2020-noviembre 2020     |
| Micael Sequeira      | enero de 2021-                       |